# Partito di Alenka Bratušek
Il Partito di Alenka Bratušek (in sloveno: Stranka Alenke Bratušek - SAB) è stato un partito politico sloveno di orientamento centrista fondato nel 2014 dal Primo ministro uscente Alenka Bratušek; inizialmente designato come Alleanza di Alenka Bratušek (Zavezništvo Alenke Bratušek), il 21 maggio 2016 è stato ridenominato Alleanza dei Democratici Social-Liberali (Zavezništvo socialno-liberalnih demokratov), assumendo infine l'odierna denominazione il 7 ottobre 2017.

## Storia
Il partito si è affermato a seguito di una scissione da Slovenia Positiva, dopo che Zoran Janković era stato rieletto alla guida di tale formazione politica: i contrasti condussero alla fuoriuscita di Bratušek e della metà del gruppo parlamentare all'Assemblea nazionale.
Alle elezioni del 2014, il partito ha superato di poco la soglia del 4% riuscendo, a differenza di Slovenia Positiva, a rimanere all'Assemblea nazionale.
Il 21 novembre 2014 il partito è divenuto membro associato dell'ALDE.
Nel 2022 il partito viene sciolto a causa delle perdite elettorali.

## Loghi

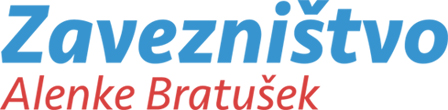
Alleanza di Alenka Bratušek.
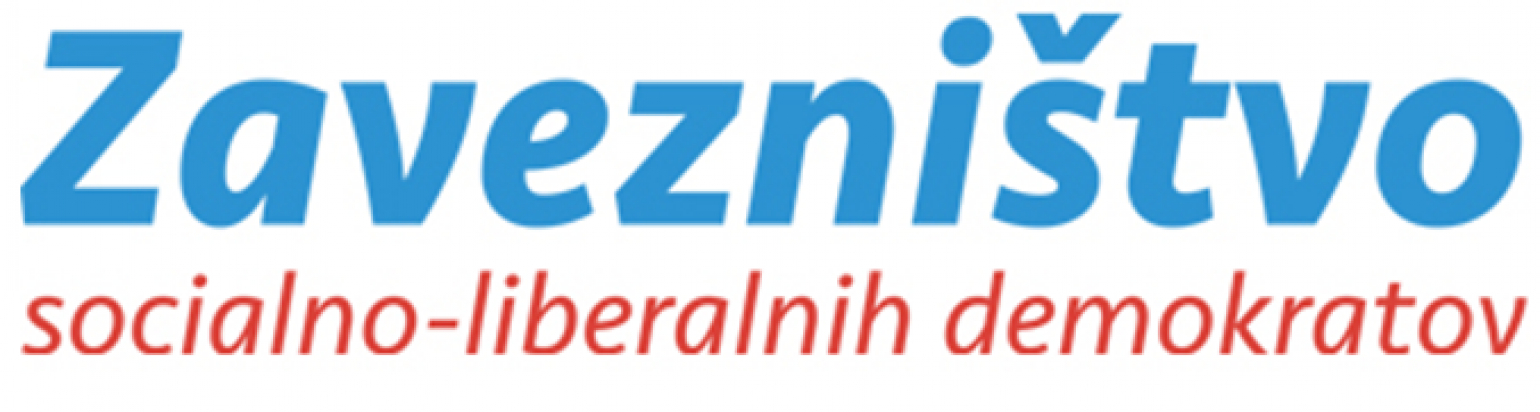
Alleanza dei Democratici Social-Liberali.

## Risultati elettorali
| Elezione          | Voti   | %    | Seggi  |
| ----------------- | ------ | ---- | ------ |
| Parlamentari 2014 | 38.293 | 4,38 | 4 / 90 |
| Parlamentari 2018 | 45.492 | 5,11 | 5 / 90 |
| Europee 2019      | 19.369 | 4,02 | 0 / 8  |
| Parlamentari 2022 | 30.773 | 2,61 | 0 / 90 |